# Grönmaskad skarv
Grönmaskad skarv (Phalacrocorax featherstoni) är en utrotningshotad fågel i familjen skarvar inom ordningen sulfåglar, enbart förekommande i ögruppen Chathamöarna utanför Nya Zeeland.

## Utseende
Grönmaskad skarv är en medelstor gråsvart skarv med en kroppslängd på 63 centimeter. I häckningsdräkt har den svart huvud, övergump, stjärt och lår, mörkgrå ovansida med små svarta fläckar och grå undersida. I ansiktet syns äppelgrön bar hud och på huvudet två tofsar. Utanför häckningstid saknar den tofsar, ansiktshuden är gul och undersidan blekare.

## Utbredning och systematik
Fågeln förekommer enbart i Chathamöarna utanför Nya Zeeland. Den behandlas som monotypisk, det vill säga att den inte delas in i några underarter.

### Skarvarnas släktskap
Skarvarnas taxonomi har varit omdiskuterad. Traditionellt har de placerats gruppen i ordningen pelikanfåglar (Pelecaniformes) men de har även placerats i ordningen storkfåglar (Ciconiiformes). Molekulära och morfologiska studier har dock visat att ordningen pelikanfåglar är parafyletisk. Därför har skarvarna flyttats till den nya ordningen sulfåglar (Suliformes) tillsammans med fregattfåglar, sulor och ormhalsfåglar.

## Levnadssätt
Fågeln häcker i små kolonier på klippiga kuster och öar, bestående av mellan ett och 44 par. Den lever huvudsakligen av småfisk, kompletterat med havslevande ryggradslösa djur, som den fångar på grunt vatten, i genomsnitt 6,6 meters djup men i nio fall av tio under 13 meter.

## Status och hot
Grönmaskad skarv har ett litet utbredningsområde samt en liten världspopulation som dessutom minskat och tros kommer minska kraftigt. 
Internationella naturvårdsunionen IUCN kategoriserar därför arten som starkt hotad. Populationsuppskattningar från 2011-2012 visar på 434 häckande par. Från 1997 till 2011 minskade arten med 40%. Vad som orsakar att arten minskar i antal är inte helt tydligt. Invasiva predatorer kan ligga bakom, även om fåglarna ofta häckar på otillgängliga platser. Tjuvjakt förekommer och även fiske kan ha bidragit, där 40-80 fåglar kan fångas årligen som bifångst vid kräftfiske, även om ändrade fiskemetoder kan ha förbättrat läget. Förändringar i den marina miljön som påverkar födotillgången är också en möjlig faktor.

## Namn
Fågelns vetenskapliga artnamn hedrar Isaac Earl Featherston (1813-1876), skotsk-nyzeeländsk statsman som bosatte sig i Wellington 1840.